# Gouvernement Wilson I
Royaume-Uni
Douglas-Home Wilson II
Le gouvernement Wilson (1) (en anglais : First Wilson Ministry) est le 79e gouvernement du Royaume-Uni entre le 16 octobre 1964 et 31 mars 1966, sous la 43e législature du Parlement.
Il est dirigé par le travailliste Harold Wilson, vainqueur à la majorité absolue des élections de 1964. Il succède au gouvernement du conservateur Alec Douglas-Home et cède le pouvoir au gouvernement Wilson II après que le Parti travailliste a conforté sa majorité absolue aux élections anticipées de 1966.

## Historique
Ce gouvernement est dirigé par le nouveau Premier ministre travailliste Harold Wilson, anciennement président de la commission du Commerce sous Clement Attlee. Il est constitué et soutenu par le Parti travailliste, qui dispose de 317 députés sur 630, soit 50,3 % des sièges de la Chambre des communes.
Il est formé à la suite des élections générales du 15 octobre 1964.
Il succède donc au gouvernement d'Alec Douglas-Home, constitué et soutenu par le Parti conservateur.

### Formation
Au cours du scrutin, le Parti conservateur au pouvoir depuis 1951 est défait par le Parti travailliste, qui remporte une courte majorité avec seulement un siège de plus que la majorité absolue. Dès le lendemain, le chef de l'opposition Harold Wilson est chargé par la reine Élisabeth II de former le nouveau gouvernement britannique. S'il s'agit de la troisième alternance depuis la fin de la Seconde Guerre mondiale, c'est la première à se produire depuis l'accession de la souveraine au trône. Le nouveau Premier ministre présente aussitôt la liste de ses ministres.

### Succession
Ayant perdu en 1965 une élection partielle dans la circonscription de Leyton, le gouvernement voit sa faible majorité encore réduite et se trouve incapable d'appliquer sereinement son programme. Harold Wilson demande alors à la reine de dissoudre la Chambre et de convoquer de nouvelles élections. Le 10 mars 1966, Élisabeth II procède formellement à la dissolution de la 43e législature. Les élections générales du 31 mars confortent la majorité absolue des travaillistes avec un gain net de 48 sièges, conduisant à la formation du gouvernement Wilson II.

## Composition du cabinet

### Initiale (16 octobre 1964)
| Fonction                                                                 | Titulaire | Titulaire                                                   | Parti        |
| ------------------------------------------------------------------------ | --------- | ----------------------------------------------------------- | ------------ |
| Premier ministre Premier lord du Trésor Ministre de la Fonction publique |           | Harold Wilson                                               | Travailliste |
| Premier secrétaire d'État Secrétaire d'État aux Affaires économiques     |           | George Brown                                                | Travailliste |
| Lord grand chancelier                                                    |           | Gerald Gardiner                                             | Travailliste |
| Lord président du Conseil Leader de la Chambre des communes              |           | Herbert Bowden                                              | Travailliste |
| Lord du sceau privé Leader de la Chambre des lords                       |           | Frank Pakenham                                              | Travailliste |
| Chancelier de l'Échiquier                                                |           | James Callaghan                                             | Travailliste |
| Secrétaire d'État aux Affaires étrangères                                |           | Patrick Gordon Walker (jusqu'au 22/01/1965) Michael Stewart | Travailliste |
| Secrétaire d'État à l'Intérieur                                          |           | Frank Soskice                                               | Travailliste |
| Secrétaire d'État aux Colonies                                           |           | Anthony Greenwood                                           | Travailliste |
| Secrétaire d'État aux Relations avec le Commonwealth                     |           | Arthur Bottomley                                            | Travailliste |
| Secrétaire d'État à la Défense                                           |           | Denis Healey                                                | Travailliste |
| Secrétaire d'État à l'Éducation et à la Science                          |           | Michael Stewart (jusqu'au 22/01/1965) Anthony Crosland      | Travailliste |
| Chancelier du duché de Lancastre                                         |           | Douglas Houghton                                            | Travailliste |
| Ministre de l'Agriculture, de la Pêche et de l'Alimentation              |           | Fred Peart                                                  | Travailliste |
| Ministre du Développement à l'étranger                                   |           | Barbara Castle                                              | Travailliste |
| Ministre de l'Électricité                                                |           | Frederick Lee                                               | Travailliste |
| Ministre de la Technologie                                               |           | Frank Cousins                                               | Travailliste |
| Président de la commission du Commerce                                   |           | Douglas Jay                                                 | Travailliste |
| Ministre des Transports                                                  |           | Tom Fraser                                                  | Travailliste |
| Ministre d'État au Logement et aux Collectivités locales                 |           | Richard Crossman                                            | Travailliste |

### Remaniement du23 décembre 1965
| Fonction                                                                 | Titulaire | Titulaire         | Parti        |
| ------------------------------------------------------------------------ | --------- | ----------------- | ------------ |
| Premier ministre Premier lord du Trésor Ministre de la Fonction publique |           | Harold Wilson     | Travailliste |
| Premier secrétaire d'État Secrétaire d'État aux Affaires économiques     |           | George Brown      | Travailliste |
| Lord grand chancelier                                                    |           | Gerald Gardiner   | Travailliste |
| Lord président du Conseil Leader de la Chambre des communes              |           | Herbert Bowden    | Travailliste |
| Lord du sceau privé                                                      |           | Frank Soskice     | Travailliste |
| Chancelier de l'Échiquier                                                |           | James Callaghan   | Travailliste |
| Secrétaire d'État aux Affaires étrangères                                |           | Michael Stewart   | Travailliste |
| Secrétaire d'État à l'Intérieur                                          |           | Roy Jenkins       | Travailliste |
| Secrétaire d'État aux Colonies Leader de la Chambre des lords            |           | Frank Pakenham    | Travailliste |
| Secrétaire d'État aux Relations avec le Commonwealth                     |           | Arthur Bottomley  | Travailliste |
| Secrétaire d'État à la Défense                                           |           | Denis Healey      | Travailliste |
| Secrétaire d'État à l'Éducation et à la Science                          |           | Anthony Crosland  | Travailliste |
| Chancelier du duché de Lancastre                                         |           | Douglas Houghton  | Travailliste |
| Ministre de l'Agriculture, de la Pêche et de l'Alimentation              |           | Fred Peart        | Travailliste |
| Ministre du Développement à l'étranger                                   |           | Anthony Greenwood | Travailliste |
| Ministre de l'Électricité                                                |           | Frederick Lee     | Travailliste |
| Ministre de la Technologie                                               |           | Frank Cousins     | Travailliste |
| Président de la commission du Commerce                                   |           | Douglas Jay       | Travailliste |
| Ministre des Transports                                                  |           | Barbara Castle    | Travailliste |
| Ministre d'État au Logement et aux Collectivités locales                 |           | Richard Crossman  | Travailliste |